# الدون راموس
الدون راموس (پرتغالی: Héldon Ramos؛ زادهٔ ۱۴ نوامبر ۱۹۸۸) بازیکن فوتبال اهل کیپ ورد است.
از باشگاه‌هایی که در آن بازی کرده‌است می‌توان به باشگاه ورزشی ماریتیمو، باشگاه فوتبال اسپورتینگ، باشگاه فوتبال ریو آوه، باشگاه ورزشی ماریتیمو بی، و باشگاه فوتبال کوردوبا اشاره کرد.
وی همچنین در تیم ملی فوتبال کیپ ورد بازی کرده‌است.